# Dichotomius costaricensis
Dichotomius costaricensis är en skalbaggsart som beskrevs av Luederwaldt 1935. Dichotomius costaricensis ingår i släktet Dichotomius och familjen bladhorningar. Inga underarter finns listade i Catalogue of Life.